# Sonata fortepianowa nr 18 Beethovena

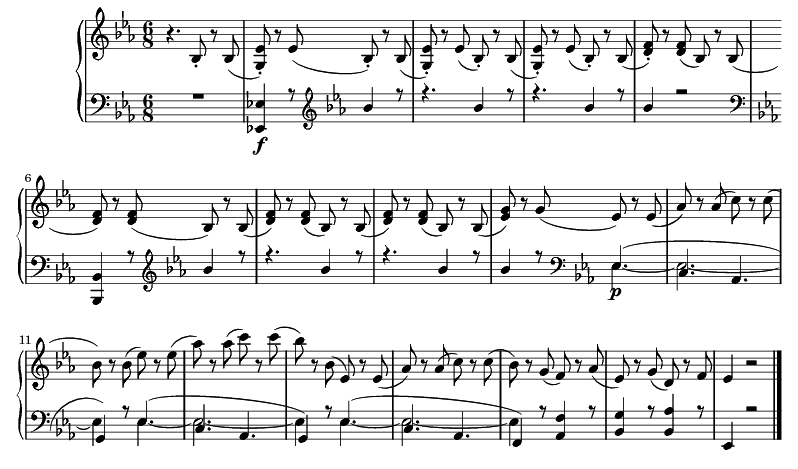
Temat finału Sonaty op. 31/3, Presto con fuoco

Sonata fortepianowa nr 18 Es-dur op. 31 nr 3 Ludwiga van Beethovena – ostatnia z trzech sonat cyklu op. 31. Utwór powstał podczas pobytu kompozytora w Heiligenstadt latem 1802 roku – szwajcarski wydawca, Hans Georg Nägeli, zamówił u Beethovena cztery sonaty. Pierwsze dwie (op.31 nr. 1 i 2) ukazały się w 1803 roku. Nägeli wstrzymywał druk  trzeciej sonaty (op.31/3), ciągle mając nadzieję, ze kompozytor w końcu prześle mu czwartą, i dopiero jesienią 1804 sonata ukazała się jako zeszyt 11 Repertuaru Klawesynistów (Répertoire des clavecinistes, cahier 11). Jest to najprawdopodobniej ostatnia sonata skomponowaną przed tzw. "testamentem heiligensztackim" (Heiligenstadt Testament) z października 1802. Obecna w nim figlarność i wesołość, podobnie jak w przypadku wielu utworów wczesnego Beethovena, może być postrzegana jako fasada, skrywająca głębię idei i uczuć.

## Części utworu
1. Allegro Już pierwsze takty wprowadzają atmosferę niepokoju emocjonalnego i niestabilności tonalnej, wyrażanych, między innymi, przez postęp chromatyczny, spowolnienia tempa (ritardando), fermatę (zatrzymanie), jak i przez wzmocnienie dynamiki (crescendo) – czy wreszcie w dalszej części zastosowanie akordu septymowego drugiego stopnia implikującego tonację es-moll ((przez wprowadzenie dźwięku ces). Akord ten, w tym ułożeniu, aczkolwiek w innej tonacji, jest już zapowiedzią tzw. "akordu tristanowskiego", wprowadzonego  przez Richarda Wagnera ok. 1857.
2. Scherzo. Allegro vivace
3. Menuetto. Moderato e grazioso
4. Presto con fuoco

Utwór nie zawiera zwyczajowej części wolnej.

## Literatura
- Barry Cooper – "Beethoven". Oxford University Press, 2008
- Timothy Jones – "The Moonlight and other sonatas, op.27 and op.31". Cambridge University Press, 1999
- Roger Kamien. "Non-Tonic Settings of the Primary Tone in Beethoven Piano Sonatas". The Journal of Musicology, vol. 16 (3) Summer 1998 : 379–393